# Kaja Bień
Kaja Bień de domo Piotrowska (ur. 14 lutego 1960 w Szczecinie) – polska aktorka teatralna i filmowa. 

## Biografia
W 1983 ukończyła studia w Państwowej Wyższej Szkole Teatralnej im. Ludwika Solskiego w Krakowie - Wydział Aktorski we Wrocławiu. Była związana m.in. z Teatrem im. Aleksandra Fredry w Gnieźnie (1983-1984), Teatrem im. Stefana Jaracza w Olsztynie (1984-1985), Teatrem Dramatycznym w Gdyni (1985-1987) i Teatrem Nowym im. Tadeusza Łomnickiego w Poznaniu (1998-2009) oraz Lubuskiego Teatru im. Leona Kruczkowskiego w Zielonej Górze (2010-2014).
Była żoną aktora Krzysztofa Bienia oraz siostrzenicą Tadeusza Łomnickiego.

## Filmografia
| Produkcje telewizyjne |                                        | |                                                                |
| Rok                   | Tytuł                                  | Rola | Uwagi                                                          |
| 1987                  | Rzeka kłamstwa                         | Bonifacja, służąca w pałacu | serial telewizyjny, odcinek: 3                                 |
| 2000                  | Twarze i maski                         | pani Zosia, sekretarka w szkole | serial telewizyjny, odcinek: 2                                 |
| 2000                  | Dom                                    | pielęgniarka na Oddziale Dializ | serial telewizyjny, odcinki: 21-23                             |
| 2004                  | Karol. Człowiek, który został papieżem | Rozalka Kluger | film telewizyjny                                               |
| 2005−2007             | Klan                                   | kierowniczka Ośrodka Pomocy Młodzieży, w którym jako wolontariuszka pracowała Olka Lubicz / policjantka z Komendy Rejonowej Policji w Warszawie prowadząca dochodzenie w sprawie zabójstwa Zbigniewa Rzepika | serial telewizyjny, dwie role w sezonach 2005/2006 i 2006/2007 |
| 2013                  | Na dobre i na złe                      | profesor Anna Shulc | serial telewizyjny, odcinek: 510                               |
| 2015                  | Prawo Agaty                            | wykładowczyni Anieli | serial telewizyjny, odcinek: 83                                |